# Perilampus mirabeaui
Perilampus mirabeaui is een vliesvleugelig insect uit de familie Perilampidae. De wetenschappelijke naam is voor het eerst geldig gepubliceerd in 1930 door Girault.